# Campeonato da França de Ciclismo em Estrada

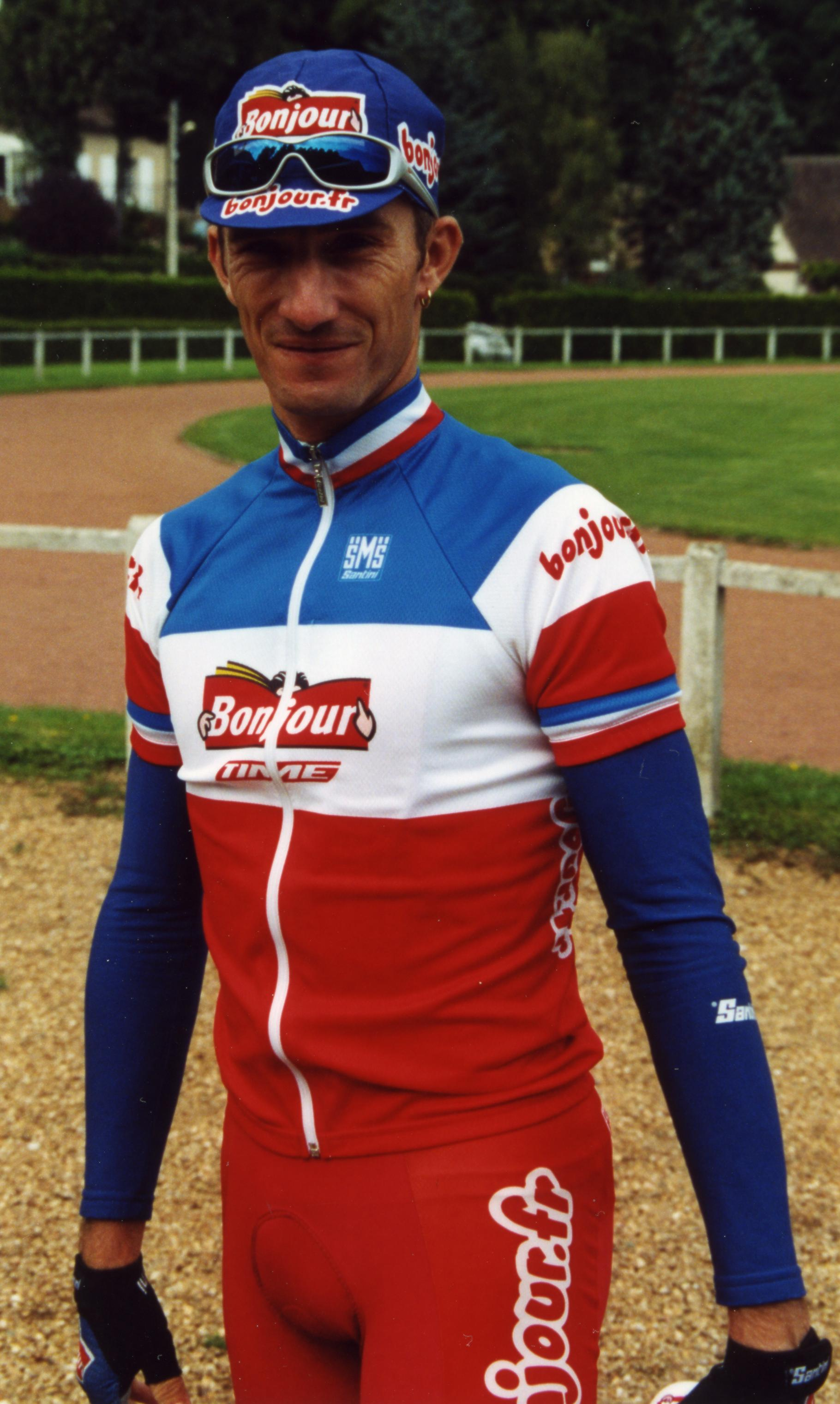
Didier Rous, campeão em 2001

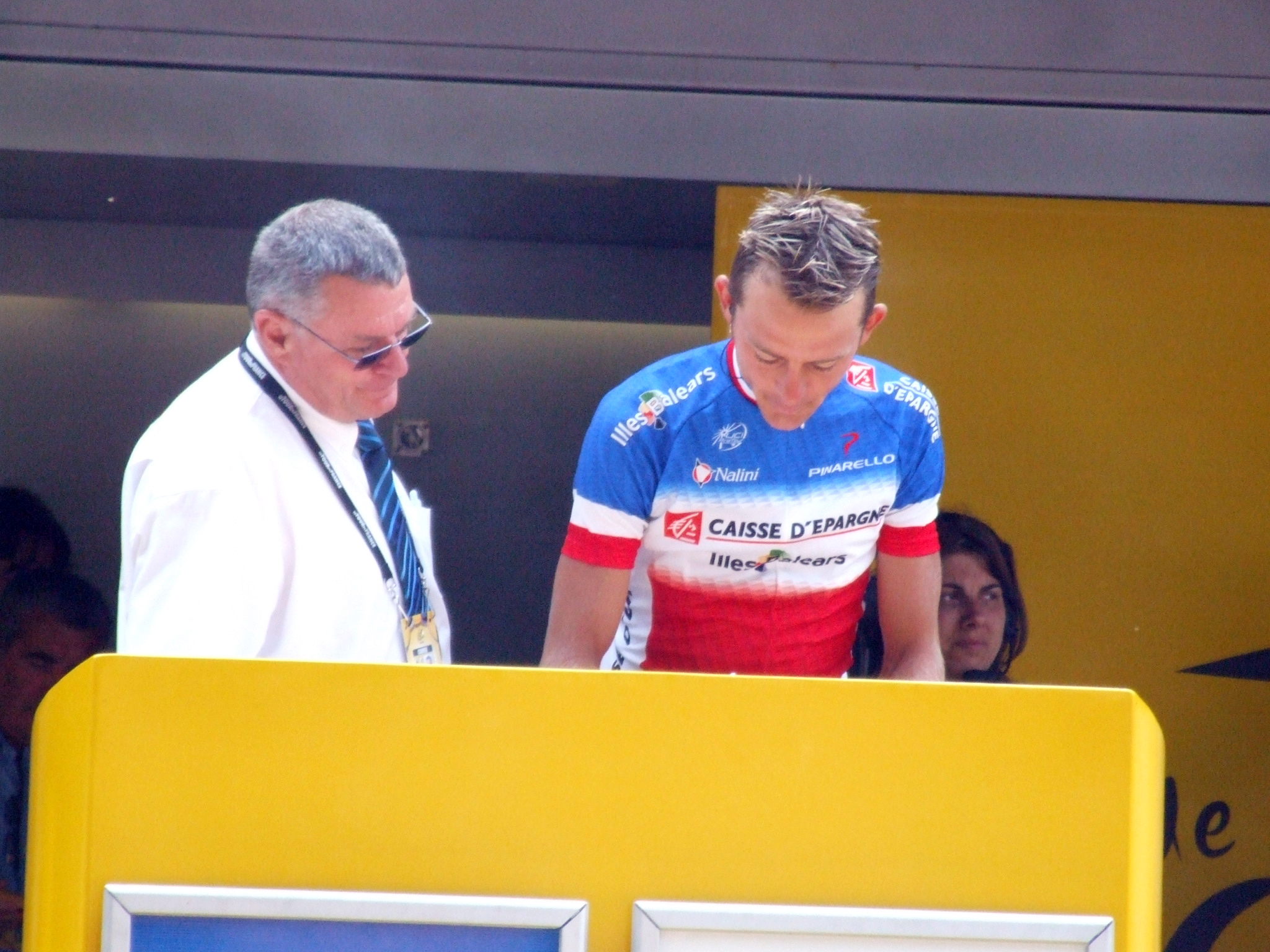
Florent Brard, campeão da França em 2006

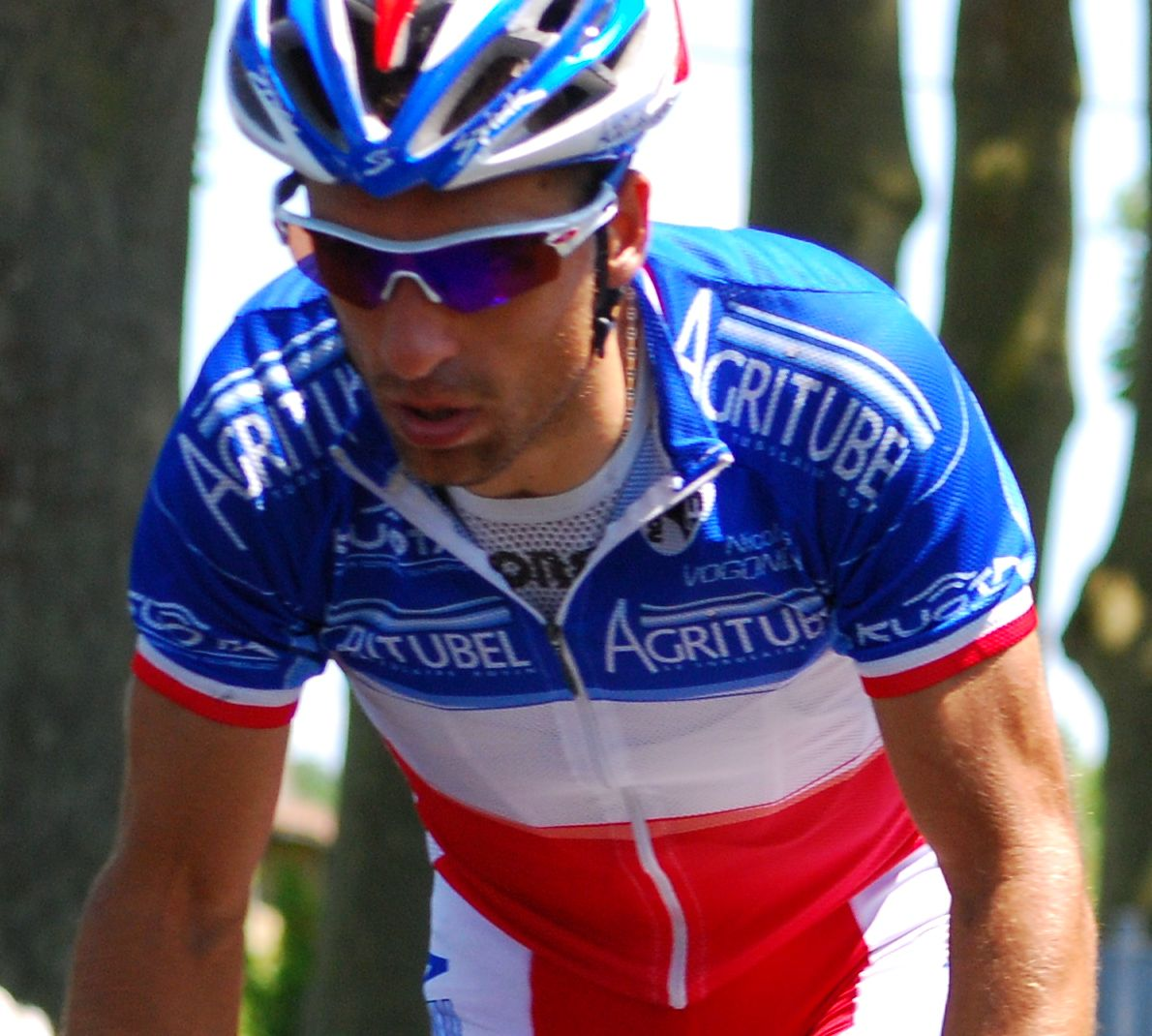
Nicolas Vogondy com o maillot de campeão da França

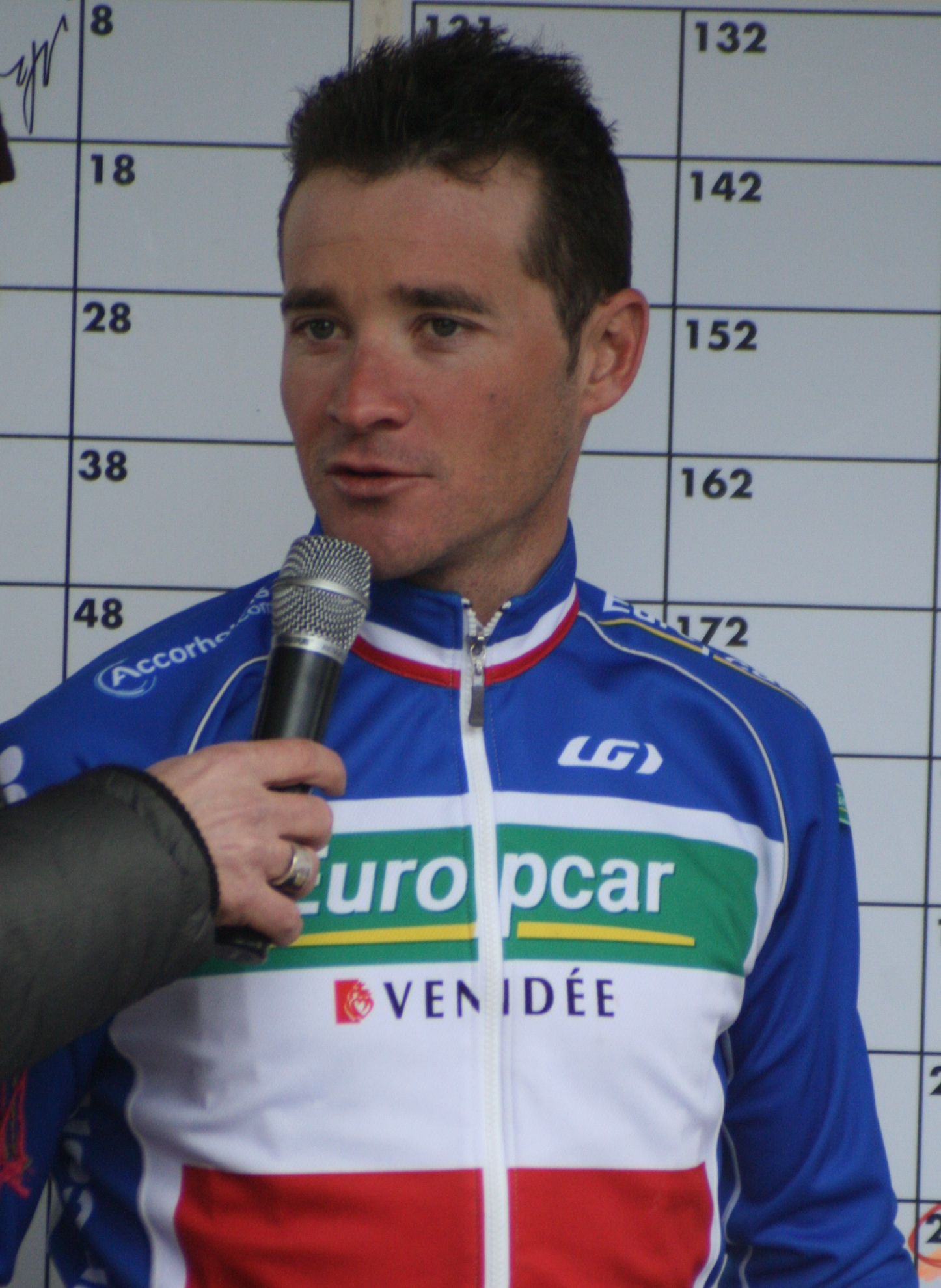
Thomas Voeckler, campeão em 2010

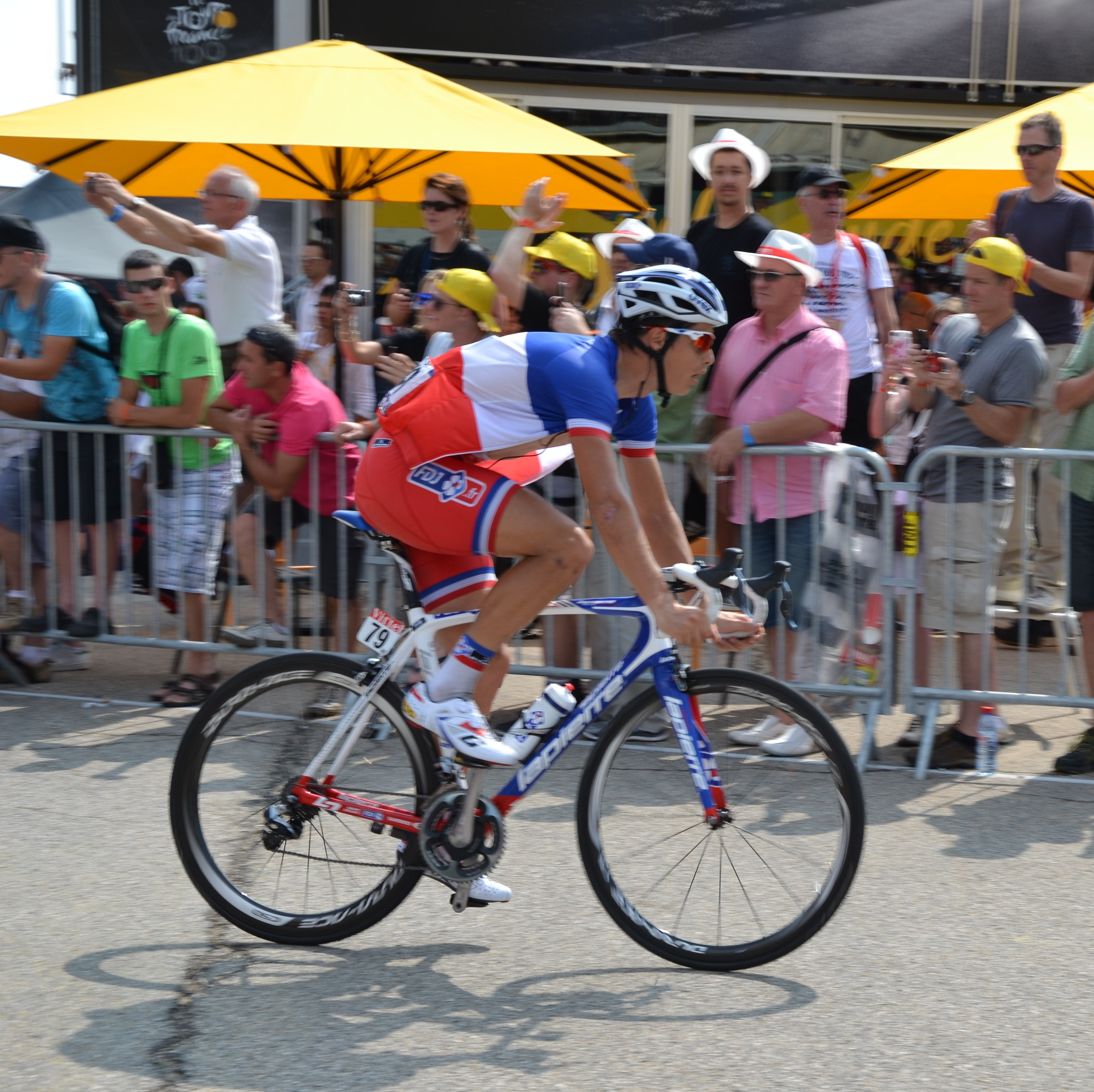
Arthur Vichot, campeão em 2013

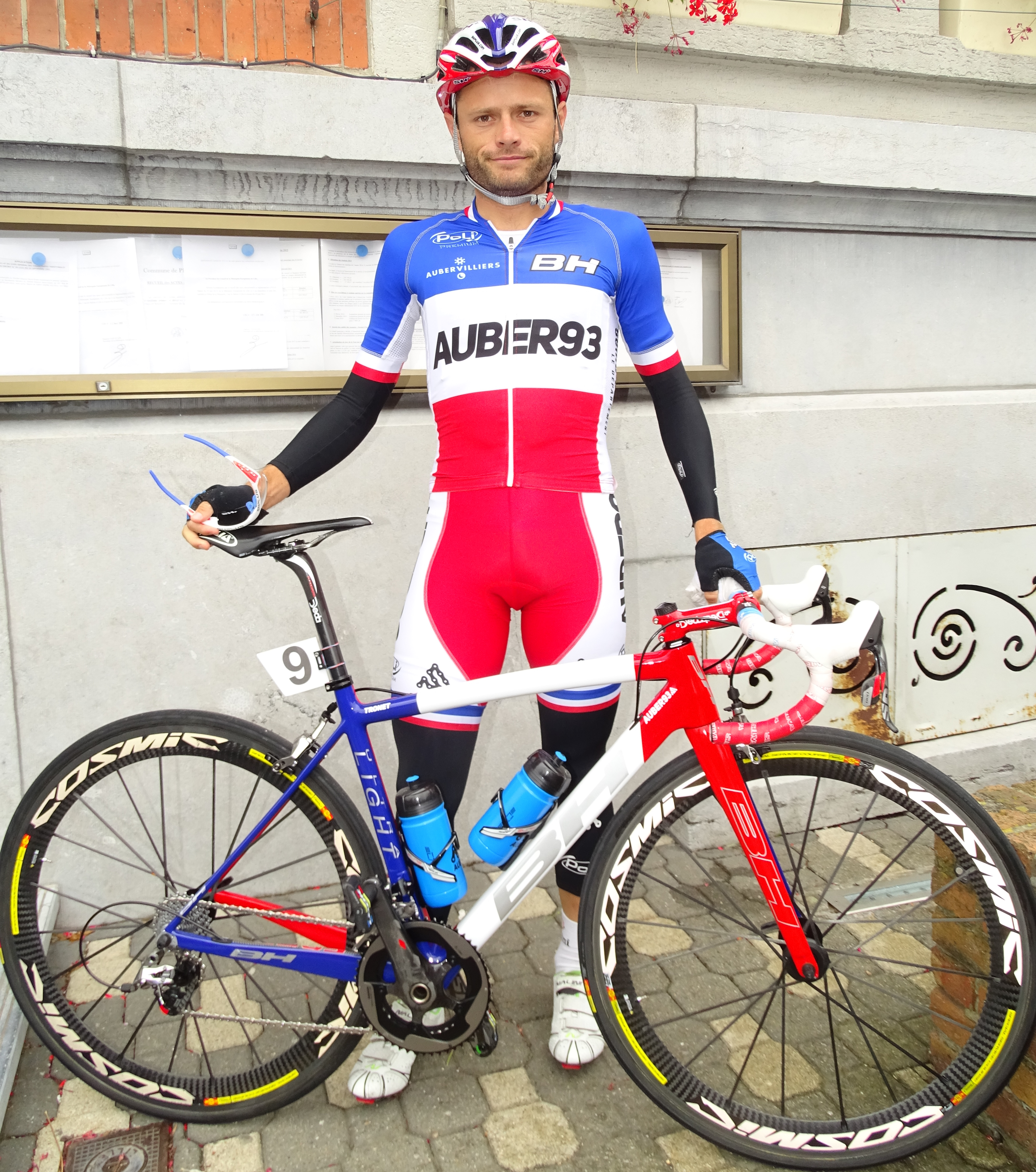
Steven Tronet, vencedor em 2015

Os Campeonatos da França de Ciclismo em Estrada são organizados anualmente desde 1907 para determinar o campeão ciclista da França de cada ano. O título é outorgado ao vencedor de uma única que obtêm o direito de usar a maillot com as cores da bandeira da França até o campeonato do ano seguinte.
Desde 1995 disputa-se também o campeonato de France de Contrarrelógio. O ganhador desta prova pode portar o maillot de campeão de France em qualquer prova Contrarrelógio.

## Palmarès

### Masculino
| Ano  | Vencedor                  | Segundo              | Terceiro                |
| 1907 | Gustave Garrigou          | Henri Lignon         | Louis Trousselier       |
| 1908 | Gustave Garrigou          | Louis Trousselier    | Maurice Brocco          |
| 1909 | Jean Alavoine             | Henri Lignon         | Edouard Leonard         |
| 1910 | Émile Georget             | Maurice Brocco       | Lucien Petit-Breton     |
| 1911 | Octave Lapize             | Gustave Garrigou     | Jean Alavoine           |
| 1912 | Octave Lapize             | Louis Engel          | Charles Charron         |
| 1913 | Octave Lapize             | Maurice Brocco       | Charles Crupelandt      |
| 1914 | Charles Crupelandt        | Émile Engel          | Maurice Brocco          |
| 1919 | Henri Pélissier           | Honoré Barthelemy    | Maurice Brocco          |
| 1920 | Jean Alavoine             | Henri Pélissier      | Maurice Brocco          |
| 1921 | Francis Pelissier         | Henri Pélissier      | Romain Bellenger        |
| 1922 | Jean Brunier              | Marcel Godard        | Jean Alavoine           |
| 1923 | Francis Pelissier         | Romain Bellenger     | Henri Pélissier         |
| 1924 | Francis Pelissier         | Henri Pélissier      | Georges Cuvelier        |
| 1925 | Achille Souchard          | Françis Pelissier    | Romain Bellenger        |
| 1926 | Achille Souchard          | Françis Pelissier    | Ferdinand Le Drogo      |
| 1927 | Ferdinand Le Drogo        | Charles Pèlissier    | Maurice Bonney          |
| 1928 | Ferdinand Le Drogo        | André Leducq         | André Raynaud           |
| 1929 | Marcel Bidot              | Jean Bidot           | André Leducq            |
| 1930 | Roger Bisseron            | Charles Pèlissier    | Ferdinand Le Drogo      |
| 1931 | Armand Blanchonnet        | Françis Pelissier    | André Leducq            |
| 1932 | André Godinat             | Antonin Magne        | Benoît Faure            |
| 1933 | Roger Lapébie             | Antonin Magne        | Georges Speicher        |
| 1934 | Raymond Louviot           | Antonin Magne        | André Godinat           |
| 1935 | Georges Speicher          | René Le Grevès       | Jules Merviel           |
| 1936 | René Le Grevès            | Antonin Magne        | Louis Thiétard          |
| 1937 | Georges Speicher          | René Le Grevès       | Joseph Soffietti        |
| 1938 | Paul Maye                 | Sylvain Marcaillou   | Marcel Laurent          |
| 1939 | Georges Speicher          | Louis Thiétard       | Fabien Galateau         |
| 1941 | (zo) Albert Goutal        | Gérard Virol         | Lucien Lauk             |
| 1941 | (zno) René Vietto         | Dante Gianello       | Victor Pernac           |
| 1942 | Emile Idée                | Raymond Louviot      | Lucien Le Guevel        |
| 1943 | Paul Maye                 | Benoit Faure         | Lucien Lauk             |
| 1944 | Urbain Caffi              | Lucien Teisseire     | Émile Idée              |
| 1945 | Eloi Tassin               | Paul Maye            | Joseph Goutorbe         |
| 1946 | Louis Caput               | Joseph Soffietti     | Kléber Piot             |
| 1947 | Emile Idée                | Jean de Gribaldy     | Lucien Lauk             |
| 1948 | César Marcelak            | Raymond Louviot      | Paul Giguet             |
| 1949 | Jean Rey                  | Camille Danguillaume | Attilio Redolfi         |
| 1950 | Louison Bobet             | Antonin Rolland      | Emile Idée              |
| 1951 | Louison Bobet             | Pierre Barbotin      | Roger Buchonnet         |
| 1952 | Adolphe Deledda           | Jean Baldassari      | Bernard Gauthier        |
| 1953 | Raphaël Géminiani         | Antonin Rolland      | Louison Bobet           |
| 1954 | Jacques Dupont            | Robert Varnajo       | Pierre Molineris        |
| 1955 | André Darrigade           | Louison Bobet        | Louis Caput             |
| 1956 | Bernard Gauthier          | René Privat          | Louison Bobet           |
| 1957 | Valentin Huot             | Marcel Rohrbach      | Jean Forestier          |
| 1958 | Valentin Huot             | Raphaël Géminiani    | François Mahe           |
| 1959 | Henri Anglade             | Jean Forestier       | René Privat             |
| 1960 | Jean Stablinski           | Louis Rostollan      | André Darrigade         |
| 1961 | Raymond Poulidor          | Jean Stablinski      | Guy Ignolin             |
| 1962 | Jean Stablinski           | Marcel Rohrbach      | Anatole Novak           |
| 1963 | Jean Stablinski           | Guy Ignolin          | Jacques Anquetil        |
| 1964 | Jean Stablinski           | Georges Groussard    | André Foucher           |
| 1965 | Henri Anglade             | Raymond Poulidor     | Jacques Anquetil        |
| 1966 | Jean-Claude Theilliere    | Jean Stablinski      | André Foucher           |
| 1967 | Désiré Letort (*)         | Lucien Aimar         | Raymond Riotte          |
| 1968 | Lucien Aimar              | Roger Pingeon        | Michel Perin            |
| 1969 | Raymond Delisle           | Maurice Izier        | Bernard Guyot           |
| 1970 | Paul Gutty (*)            | Cyrille Guimard      | Christian Raymond       |
| 1971 | Yves Hézard (*)           | Jean Dumont (*)      | Cyrille Guimard         |
| 1972 | Roland Berland            | Bernard Guyot        | Michel Perin            |
| 1973 | Bernard Thévenet          | Régis Ovion          | Claude Tollet           |
| 1974 | Georges Talbourdet        | Alain Santy          | Bernard Bourreau        |
| 1975 | Régis Ovion               | Alain Santy          | Gérard Moneyron         |
| 1976 | Guy Sibille               | Alain Meslet         | Jean-Pierre Genet       |
| 1977 | Marcel Tinazzi            | René Bittinger       | André Chalmel           |
| 1978 | Bernard Hinault           | Jean-René Bernaudeau | Gilbert Chaumaz         |
| 1979 | Roland Berland            | Bernard Hinault      | Mariano Martínez        |
| 1980 | Pierre-Raymond Villemiane | Bernard Hinault      | Raymond Martin          |
| 1981 | Serge Beucherie           | Bernard Vallet       | Hubert Linard           |
| 1982 | Régis Clère               | Bernard Vallet       | Jacques Michaud         |
| 1983 | Marc Gomez                | Jacques Michaud      | Jean-René Bernaudeau    |
| 1984 | Laurent Fignon            | Eric Dall'Armellina  | Pascal Jules            |
| 1985 | Jean-Claude Leclercq      | Charly Berard        | Martial Gayant          |
| 1986 | Yvon Madiot               | Jean-Claude Leclercq | Jean-Claude Bagot       |
| 1987 | Marc Madiot               | Luc Leblanc          | Martial Gayant          |
| 1988 | Éric Caritoux             | Marc Madiot          | Gilbert Duclos-Lassalle |
| 1989 | Éric Caritoux             | Laurent Bezault      | Martial Gayant          |
| 1990 | Philippe Louviot          | Pascal Dubois        | Christophe Manin        |
| 1991 | Armand de las Cuevas      | Thierry Claveyrolat  | Gérard Rue              |
| 1992 | Luc Leblanc               | Thierry Marie        | Jean-Claude Colotti     |
| 1993 | Jacky Durand              | Laurent Brochard     | Francisque Teyssier     |
| 1994 | Jacky Durand              | Frédéric Moncassin   | Christophe Capelle      |
| 1995 | Eddy Seigneur             | Jean-Claude Colotti  | Laurent Madouas         |
| 1996 | Stéphane Heulot           | Laurent Roux         | Frédéric Guesdon        |
| 1997 | Stéphane Barthe           | Damien Nazon         | Franck Morelle          |
| 1998 | Laurent Jalabert          | Luc Leblanc          | Richard Virenque        |
| 1999 | François Simon            | Pascal Hervé         | Cédric Vasseur          |
| 2000 | Christophe Capelle        | Jacky Durand         | Anthony Morin           |
| 2001 | Didier Rous               | Walter Beneteau      | Arnaud Pretot           |
| 2002 | Nicolas Vogondy           | Nicolas Jalabert     | Patrice Halgand         |
| 2003 | Didier Rous               | Richard Virenque     | Patrice Halgand         |
| 2004 | Thomas Voeckler           | Cyril Dessel         | Benoit Salmon           |
| 2005 | Pierrick Fédrigo          | Laurent Brochard     | Nicolas Jalabert        |
| 2006 | Florent Brard             | Didier Rous          | Thomas Voeckler         |
| 2007 | Christophe Moreau         | Pierrick Fédrigo     | Patrice Halgand         |
| 2008 | Nicolas Vogondy           | Arnaud Coyot         | Julien Loubet           |
| 2009 | Dimitri Champion          | Anthony Geslin       | Anthony Roux            |
| 2010 | Thomas Voeckler           | Christophe Le Mével  | Mickaël Delage          |
| 2011 | Sylvain Chavanel          | Anthony Roux         | Thomas Voeckler         |
| 2012 | Nacer Bouhanni            | Arnaud Démare        | Adrien Petit            |
| 2013 | Arthur Vichot             | Sylvain Chavanel     | Tony Gallopin           |
| 2014 | Arnaud Démare             | Nacer Bouhanni       | Kévin Réza              |
| 2015 | Steven Tronet             | Tony Gallopin        | Sylvain Chavanel        |
| 2016 | Arthur Vichot             | Tony Gallopin        | Alexis Vuillermoz       |
| 2017 | Arnaud Démare             | Nacer Bouhanni       | Jérémy Leveau           |
| 2018 | Anthony Roux              | Anthony Turgis       | Julian Alaphilippe      |
| 2019 | Warren Barguil            | Julien Simon         | Damien Touzé            |
| 2020 | Arnaud Démare             | Bryan Coquard        | Julian Alaphilippe      |
| 2021 | Rémi Cavagna              | Rudy Molard          | Damien Touzé            |

(Em 1941, havia dois campeões da França: um na Zona Ocupada pelos alemães (ZO), e outro na Zona não Ocupada (ZNO))
(*) Corredores desclassificados por dopagem

### Feminino

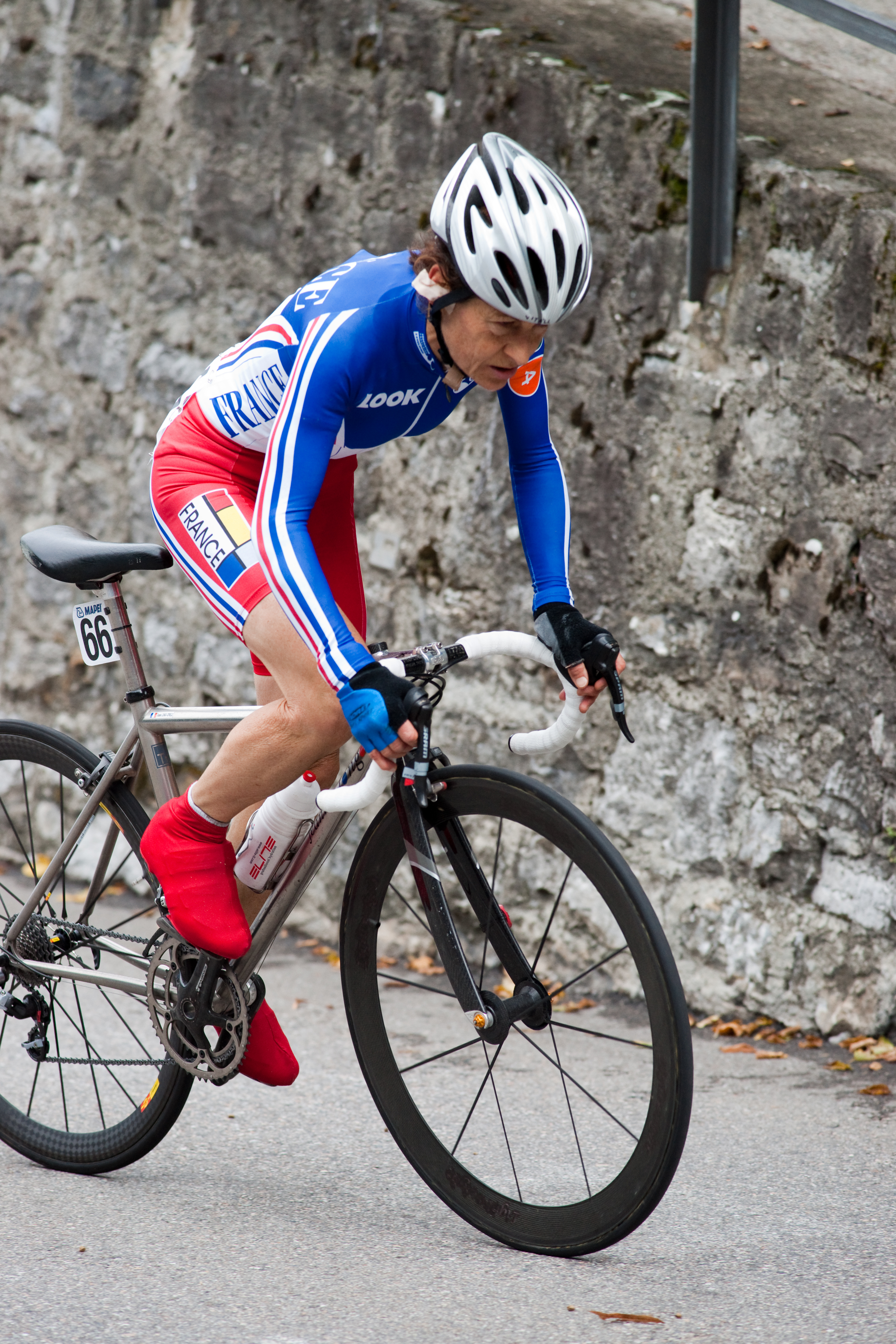
Jeannie Longo em 2011, sendo 20 vezes campeã nacional de estrada

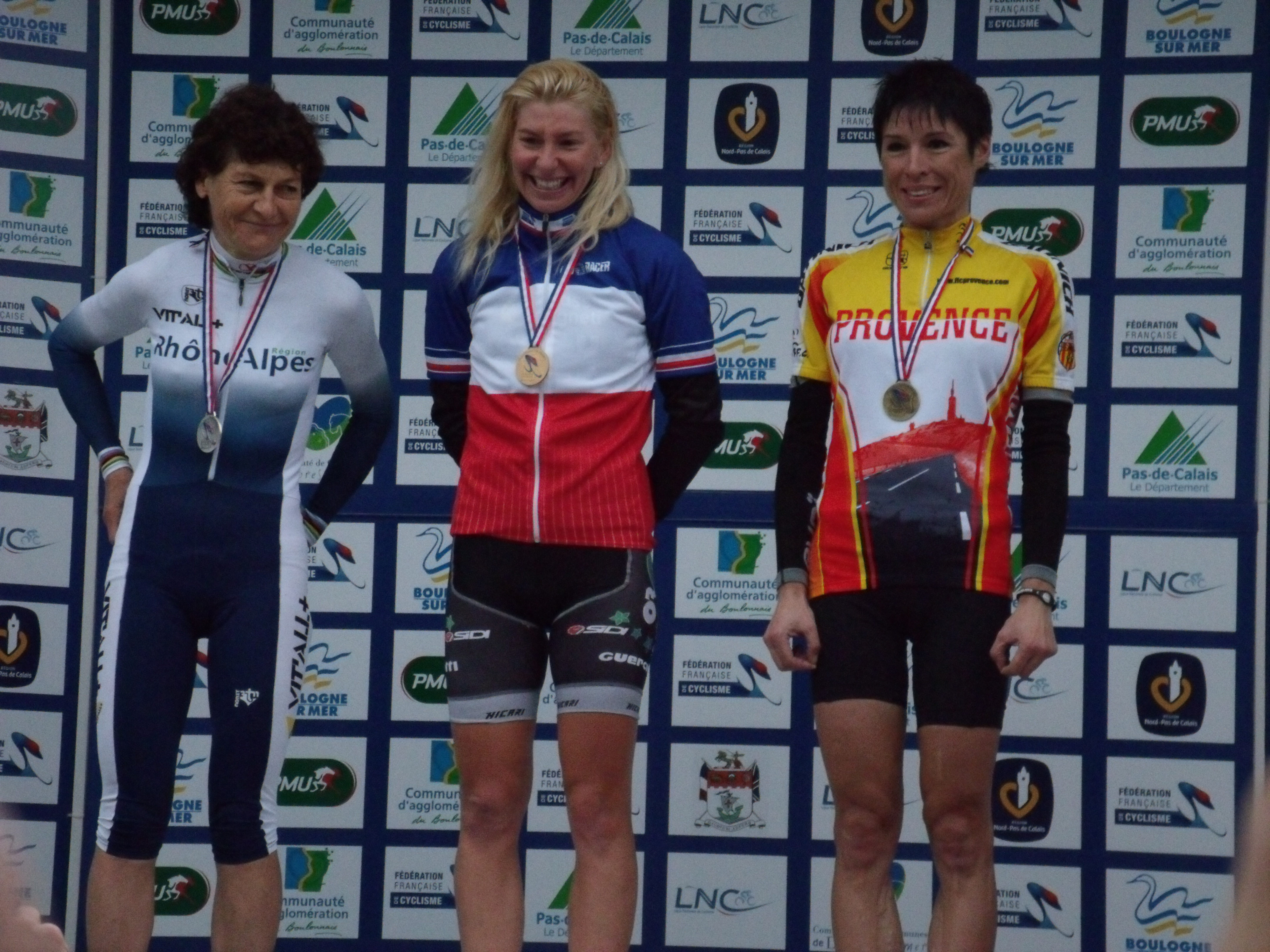
Pódio feminino de 2011

| Ano  | Local                     | Ouro                     | Prata                     | Bronze                    |
| 1951 | Nantes                    | Lucienne Benoît          | Georgette Rodet           | Jeannine Lemaire          |
| 1952 | Montlhéry                 | Jeannine Lemaire         | Gaby Guillard             | Huguette Luneau           |
| 1953 | Nantes                    | Jeannine Lemaire         | Gaby Guillard             | Reine Lacave              |
| 1954 | Roanne                    | Noelle Sabbe             | Jeannine Lemaire          | Josephine Bardelet        |
| 1955 | Montlhéry                 | Lydia Brein-Haritonides  | Marie-Jeanne Donabedian   | Simone Demory             |
| 1956 | Longwy                    | Lily Herse               | Marie-Jeanne Donabedian   | Renée Vissac              |
| 1957 | Bourg-en-Bresse           | Lily Herse               | Pierrette Soupiret        | Marie-Jeanne Donabedian   |
| 1958 | Montlhéry                 | Lily Herse               | Renée Vissac              | Gilberte Rocaboy          |
| 1959 | Landivisiau               | Lily Herse               | Renée Vissac              | Simone Demory             |
| 1960 | Annemasse                 | Renée Vissac             | Lily Herse                | Andrée Vaudel             |
| 1961 | Louvroil                  | Lily Herse               | Simone Heutte             | Renée Vissac              |
| 1962 | Saint-Hilaire-du-Harcouët | Lily Herse               | Andrée Flageolet          | Renée Vissac              |
| 1963 | Sancerre                  | Lily Herse               | Renée Thuin               | Andrée Flageolet          |
| 1964 | Coutances                 | Andrée Flageolet         | Lily Herse                | Renée Vissac              |
| 1965 | Bully-les-Mines           | Lily Herse               | Renée Vissac              | Simone Boubechiche        |
| 1966 | Le Havre                  | Gisèle Caille            | Claude Bordujenko         | Lily Herse                |
| 1967 | Xertigny                  | Lily Herse               | Christiane Rousseau       | Renée Vissac              |
| 1968 | Port-de-Bouc              | Chantal N'Guten          | Jacky Barbedette          | Micheline Le Moigne       |
| 1969 | Rouen-les-Essarts         | Geneviève Gambillon      | Danièle Piton             | Micheline Le Moigne       |
| 1970 | Serent                    | Geneviève Gambillon      | Micheline Le Moigne       | Chantal Heuveline         |
| 1971 | Jeumont                   | Annick Chapron           | Geneviève Gambillon       | Béatrice Vachet           |
| 1972 | Vitteaux                  | Geneviève Gambillon      | Josiane Bost              | Sylviane Junal            |
| 1973 | Dax                       | Elisabeth Camus          | Mauricette Carpentier     | Geneviève Gambillon       |
| 1974 | Montpinchon               | Geneviève Gambillon      | Annick Chapron            | Elisabeth Camus           |
| 1975 | Callac                    | Geneviève Gambillon      | Josiane Bost              | Jeanine Martin-Leborgne   |
| 1976 | Lignac                    | Geneviève Gambillon      | Nicole Verzier            | Josiane Bost              |
| 1977 | Pomport                   | Geneviève Gambillon      | Josiane Bost              | Nicole Verzier            |
| 1978 | Escoussens                | Chantal Fortier          | Colette Savary-Davaine    | Élisabeth Camus           |
| 1979 | Neufchâtel-en-Saosnois    | Jeannie Longo            | Élisabeth Camus           | Nathalie Diart            |
| 1980 | Villié-Morgon             | Jeannie Longo            | Chantal Fortier           | Sylvie Brémond            |
| 1981 | Charleville-Mézières      | Jeannie Longo            | Fabienne Amedro           | Valérie Simonnet          |
| 1982 | Bressuire                 | Jeannie Longo            | Fabienne Amedro           | Chantal Pouline           |
| 1983 | Wintzenheim               | Jeannie Longo            | Corinne Crunelle          | Dominique Damiani         |
| 1984 | Berck                     | Jeannie Longo            | Isabelle Nicoloso         | Nathalie Pelletier        |
| 1985 | Chailley                  | Jeannie Longo            | Valérie Simonnet          | Dominique Damiani         |
| 1986 | Châteaulin                | Jeannie Longo-Ciprelli   | Valérie Simonnet          | Isabelle Nicoloso-Verger  |
| 1987 | Lugny                     | Jeannie Longo-Ciprelli   | Valérie Simonnet          | Martine L'Haridon         |
| 1988 | Saint-Étienne             | Jeannie Longo-Ciprelli   | Valérie Simonnet          | Dominique Damiani         |
| 1989 | Montluçon                 | Jeannie Longo-Ciprelli   | Valérie Simonnet          | Sandrine Lestrade         |
| 1990 | Saint-Saulge              | Catherine Marsal         | Elisabeth Mahaut          | Barbara Aulnette          |
| 1991 | Saint-Saulge              | Marion Clignet           | Nathalie Cantet           | Sandrine Lestrade         |
| 1992 | Avize                     | Jeannie Longo-Ciprelli   | Marion Clignet            | Laurence Leboucher        |
| 1993 | Châtellerault             | Marion Clignet           | Catherine Marsal          | Corinne Legal             |
| 1994 | Fontenay-le-Comte         | Chantal Gorostegui       | Jocelyne Hugi-Messori     | Catherine Marsal          |
| 1995 | La Cluse-et-Mijoux        | Jeannie Longo-Ciprelli   | Catherine Marsal          | Élisabeth Chevanne-Brunel |
| 1996 | Castres                   | Catherine Marsal         | Jeannie Longo-Ciprelli    | Jocelyne Hugi-Messori     |
| 1997 | Montlhéry                 | Sylvie Riedle            | Emmanuelle Farcy          | Catherine Marsal          |
| 1998 | Clermont-Ferrand          | Jeannie Longo-Ciprelli   | Séverine Desbouys         | Fanny Lecourtois          |
| 1999 | Clermont-Ferrand          | Jeannie Longo-Ciprelli   | Géraldine Jehl-Loewenguth | Séverine Desbouys         |
| 2000 | Le Poiré-sur-Vie          | Jeannie Longo-Ciprelli   | Catherine Marsal          | Magali Le Floc'h          |
| 2001 | Argenton-sur-Creuse       | Jeannie Longo-Ciprelli   | Sonia Huguet              | Catherine Marsal          |
| 2002 | Briançon                  | Magali Le Floc'h         | Edwige Pitel              | Béatrice Thomas           |
| 2003 | Plumelec                  | Sonia Huguet             | Maryline Salvetat         | Delphine Guille           |
| 2004 | Pont-du-Fossé             | Jeannie Longo-Ciprelli   | Élisabeth Chevanne-Brunel | Sandrine Marcuz-Moreau    |
| 2005 | Boulogne-sur-Mer          | Magali Le Floc'h         | Sandrine Marcuz-Moreau    | Karine Gautard            |
| 2006 | Chantonnay                | Jeannie Longo-Ciprelli   | Béatrice Thomas           | Élodie Touffet            |
| 2007 | Aurillac                  | Edwige Pitel             | Jeannie Longo-Ciprelli    | Marina Jaunatre           |
| 2008 | Semur-en-Auxois           | Jeannie Longo            | Christel Ferrier-Bruneau  | Edwige Pitel              |
| 2009 | Saint-Brieuc              | Christel Ferrier-Bruneau | Marina Jaunatre           | Jeannie Longo             |
| 2010 | Chantonnay                | Mélodie Lesueur          | Amélie Rivat              | Jeannie Longo             |
| 2011 | Boulogne-sur-Mer          | Christel Ferrier-Bruneau | Jeannie Longo             | Magdalena De Saint Jean   |
| 2012 | Saint-Amand-les-Eaux      | Marion Rousse            | Julie Krasniak            | Fanny Riberot             |
| 2013 | Lannilis                  | Élise Delzenne           | Amélie Rivat              | Aude Biannic              |
| 2014 | Futuroscope               | Pauline Ferrand-Prévot   | Mélodie Lesueur           | Fanny Riberot             |
| 2015 | Chantonnay                | Pauline Ferrand-Prévot   | Audrey Cordon             | Amélie Rivat              |
| 2016 | Vesoul                    | Edwige Pitel             | Marjolaine Bazin          | Audrey Cordon-Ragot       |
| 2017 | Saint Omer                | Charlotte Bravard        | Amélie Rivat              | Marjolaine Bazin          |
| 2018 | Mantes-la-Jolie           | Aude Biannic             | Gladys Verhulst           | Annabelle Dreville        |
| 2019 | La Haie-Fouassière        | Jade Wiel                | Victorie Guilman          | Aude Biannic              |
| 2020 |                           | Audrey Cordon-Ragot      | Gladys Verhulst           | Clara Copponi             |
| 2021 |                           | Évita Muzic              | Audrey Cordon-Ragot       | Gladys Verhulst           |

## Estatísticas

### Mais vitórias
| Ciclista           | Vitórias | Anos                    |
| ------------------ | -------- | ----------------------- |
| Jean Stablinski    | 4        | 1960, 1962, 1963 e 1964 |
| Octave Lapize      | 3        | 1911, 1912 e 1913       |
| Francis Pelissier  | 3        | 1921, 1923 e 1924       |
| Georges Speicher   | 3        | 1935, 1937 e 1939       |
| Arnaud Démare      | 3        | 2014, 2017 e 2020       |
| Gustave Garrigou   | 2        | 1907 e 1908             |
| Jean Alavoine      | 2        | 1909 e 1920             |
| Achille Souchard   | 2        | 1925 e 1926             |
| Ferdinand Le Drogo | 2        | 1927 e 1928             |
| Paul Maye          | 2        | 1938 e 1943             |
| Emile Idée         | 2        | 1942 e 1947             |
| Louison Bobet      | 2        | 1950 e 1951             |
| Valentin Huot      | 2        | 1957 e 1958             |
| Henri Anglade      | 2        | 1959 e 1965             |
| Roland Berland     | 2        | 1972 e 1979             |
| Éric Caritoux      | 2        | 1988 e 1989             |
| Jacky Durand       | 2        | 1993 e 1994             |
| Didier Rous        | 2        | 2001 e 2003             |
| Nicolas Vogondy    | 2        | 2002 e 2008             |
| Thomas Voeckler    | 2        | 2004 e 2010             |
| Arthur Vichot      | 2        | 2013 e 2016             |

| Ciclista                    | Vitórias | Anos |
| --------------------------- | -------- | --- |
| Jeannie Longo               | 20       | 1979, 1980, 1981, 1982, 1983, 1984, 1985, 1986, 1987, 1988, 1989, 1992, 1995, 1998, 1999, 2000, 2001, 2004, 2006 e 2008 |
| Lily Herse                  | 9        | 1956, 1957, 1958, 1959, 1961, 1962, 1963, 1965 e 1967                                                                   |
| Geneviève Gambillon         | 7        | 1969, 1970, 1972, 1974, 1975, 1976 e 1977                                                                               |
| Jeannine Lemaire            | 2        | 1952 e 1953 |
| Catherine Marsal            | 2        | 1990 e 1996 |
| Marion Clignet              | 2        | 1991 e 1993 |
| Magali Le Floc'h            | 2        | 2002 e 2005 |
| Edwige Pitel                | 2        | 2007 e 2016 |
| Christelle Ferriere-Bruneau | 2        | 2009 e 2011 |
| Pauline Ferrand-Prévot      | 2        | 2014 e 2015 |

- Em negrito corredores activos.